# Zonlav
Zonlav (Enterographa zonata) är en lavart som först beskrevs av Körb., och fick sitt nu gällande namn av Källsten. Zonlav ingår i släktet Enterographa och familjen Roccellaceae.  Arten är reproducerande i Sverige. Inga underarter finns listade i Catalogue of Life.
I den svenska databasen Dyntaxa används istället namnet Opegrapha zonata för samma taxon.  Arten är reproducerande i Sverige.